# Meliaba pelopsalis
Meliaba pelopsalis là một loài bướm đêm trong họ Noctuidae.